# Vlag van Gabon
De huidige vlag van Gabon  werd aangenomen op 9 augustus 1960, het jaar waarin Gabon een onafhankelijke staat werd.
De driekleur bestaat (van boven naar beneden) uit groen, geel en blauw. Het groen symboliseert de bossen en van het land, het geel de zon en het blauw de zee. Gabon grenst ten westen namelijk aan de Atlantische Oceaan.
De vlag van Gabon lijkt sterk op de vlag van Sierra Leone

## Geschiedenis
In 1959, toen Gabon nog aan Frankrijk behoorde, werd de eerste Gabonese vlag aangenomen. Deze bevat dezelfde kleuren als de huidige vlag, maar met een smallere gele baan en met de vlag van Frankrijk in het kanton.

## Historische vlaggen

Vlag van Gabon (1959-1960)
Presidentsvlag van Gabon (1960-1990)
Presidentsvlag van Gabon (1990-2016)